# Rio Novo
Rio Novo là một đô thị thuộc bang Minas Gerais, Brasil. Đô thị này có diện tích 207,559 km², dân số năm 2007 là 8897 người, mật độ 42,9 người/km².